# Shotgunning

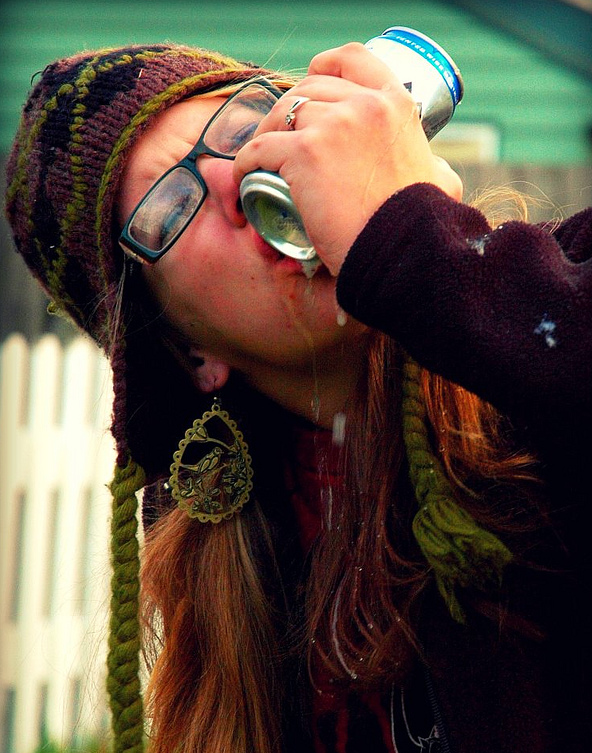
Shotgunning door een jonge vrouw

Shotgunning is een drinktechniek vooral populair in de Verenigde Staten. Het wordt voornamelijk met alcoholische dranken die in blik geserveerd worden (doorgaans bier) uitgevoerd en heeft als doel het blik zo snel mogelijk leeg te drinken.
Shotgunning is in België ook bekend onder de naam dijkelen.

## Techniek
Bij shotgunning wordt een gaatje geprikt aan de zijkant van het blik, vlak bij de bodem. Hiervoor kan men een sleutel, schaar, mes, kurkentrekker of ander scherp voorwerp gebruiken. Vervolgens zet men het blik aan de mond om het gat af te dekken en opent men vervolgens het blik op gewone wijze aan de bovenkant. Terwijl men het blik in de lucht houdt kan vervolgens via het gaatje onderaan in één teug het blikje leeg gedronken worden. Doordat de lucht via de bovenkant binnenkomt kan de inhoud in een continue stroom door het gaatje naar buiten.
Shotgunning is vooral populair in de Verenigde Staten waar glazen flessen bier minder vaak genuttigd worden dan bier uit blik. Het doel van shotgunning is zo veel mogelijk in een zo kort mogelijke tijd te nuttigen om snel dronken te worden, vergelijkbaar met de Nederlandse term atten. Door een culturele elite wordt in België ook wel de term "dijckelen" met c-k gebruikt.